# 国务院学位委员会
国务院学位委员会是中华人民共和国国务院成立的国务院议事协调机构，负责领导和管理全国学位授予及其相关工作。

## 沿革
1980年2月12日通过，1981年1月1日起施行的《中华人民共和国学位条例》第七条规定：“国务院设立学位委员会，负责领导全国学位授予工作。学位委员会设主任委员一人，副主任委员和委员若干人。主任委员、副主任委员和委员由国务院任免。”为组织实施《中华人民共和国学位条例》，1980年2月1日，国务院批准建立国务院学位委员会；同年12月1日，国务院批准成立国务院学位委员会第一届委员会。
2024年4月26日通过，2025年1月1日起施行的《中华人民共和国学位法》（取代原《中华人民共和国学位条例》）第六条、第七条规定：“国务院设立学位委员会，领导全国学位工作。国务院学位委员会设主任委员一人，副主任委员和委员若干人。主任委员、副主任委员和委员由国务院任免，每届任期五年。国务院学位委员会设立专家组，负责学位评审评估、质量监督、研究咨询等工作。国务院学位委员会在国务院教育行政部门设立办事机构，承担国务院学位委员会日常工作。国务院教育行政部门负责全国学位管理有关工作。”

## 职责
国务院学位委员会是国务院根据《中华人民共和国学位法》设立的负责领导和管理全国学位授予及其相关工作的机构。其工作任务是：“制定和修改学位条例实施办法报国务院批准后组织实施并制定有关规章制度，组织并指导国务院学位委员会学科评议组工作，组织制定授予博士、硕士学位的学科、专业目录，组织审定授予博士、硕士学位的单位及其学科、专业，指导和检查博士、硕士学位授予工作，负责名誉博士学位的授予工作，负责学位工作的国际交流的合作，推动学位工作的改革，提出修改学位条例的建议等。”

## 组成人员
| 1980年12月1日国务院批准的组成人员是： 主任委员 - 方毅（1980年12月－1983年1月） - 胡乔木（1983年2月－1988年9月） 副主任委员 - 周扬 - 蒋南翔 - 武衡 - 钱三强 委员 - 于光远 - 王淦昌 - 石美鑫 - 冯至 - 冯康 - 冯德培 - 白寿彝 - 朱云谦 - 华罗庚 - 孙俊人 - 苏步青 - 李国豪 - 严济慈 - 沈元 - 何康 - 吕叔湘 - 张文佑 - 张文奇 - 张友渔 - 张维 - 季羡林 - 周培源 - 周惠久 - 金善宝 - 侯祥麟 - 费孝通 - 夏鼐 - 高景德 - 唐敖庆 - 钱信忠 - 钱学森 - 陶亨咸 - 黄辛白 - 黄家驷 - 黄葳 - 梅益 秘书长 - 黄辛白（兼） 1983年3月7日国务院通知调整后的副主任委员是： - 何东昌 - 武衡 - 钱三强 - 张光斗 | 1988年10月10日《国务院办公厅关于国务院学位委员会组成人员的通知》（国办发〔1988〕62号）批准的组成人员是： 主任委员 - 何东昌（国家教育委员会副主任） 副主任委员 - 张光斗（清华大学教授） - 胡绳（中国社会科学院院长） - 周光召（中国科学院院长） - 朱开轩（国家教育委员会副主任） 委员 - 丁石孙（北京大学教授、校长） - 朱德熙（北京大学教授） - 季羡林（北京大学、中国社会科学院教授） - 黄达（中国人民大学教授、副校长） - 高景德（清华大学教授） - 潘际銮（清华大学教授） - 张文奇（北京科技大学教授） - 李未（北京航空航天大学教授） - 阎隆飞（北京农业大学教授） - 方福康（北京师范大学教授、党委书记） - 唐敖庆（吉林大学教授、国家自然科学基金委员会主任） - 马祖光（哈尔滨工业大学教授） - 谢希德（复旦大学教授、校长） - 李国豪（同济大学教授） - 石美鑫（上海医科大学教授） - 曲钦岳（南京大学教授、校长） - 路甬祥（浙江大学教授、校长） - 赵鹏大（中国地质大学教授、副校长） - 卢永根（华南农业大学教授、校长） - 康振黄（成都科技大学教授、四川省人大常委会副主任） - 史维祥（西安交通大学教授、校长） - 冯康（中国科学院研究员） - 黄维垣（中国科学院研究员） - 涂光炽（中国科学院研究员） - 邹承鲁（中国科学院研究员） - 干福熹（中国科学院研究员） - 汝信（中国社会科学院研究员、副院长） - 刘国光（中国社会科学院研究员、副院长） - 王叔文（中国社会科学院研究员） - 李学勤（中国社会科学院研究员） - 戴传曾（中国原子能科学研究院研究员） - 吴阶平（中国医学科学院教授） - 韩怀智（中国人民解放军副总参谋长、军队学位领导小组组长） - 郭树言（国家科学技术委员会副主任） - 曾培炎（机械电子工业部副部长） - 朱光亚（国防科工委科技委员会主任） - 任新民（航空航天工业部总工程师） - 潘家铮（能源部水电总工程师） - 何康（农业部部长） - 陈敏章（卫生部部长） - 吴本厦（国家教育委员会研究生司司长、国务院学位委员会办公室主任） 秘书长 - 朱开轩（兼） |

### 第三届
| 1995年3月3日《国务院办公厅关于国务院学位委员会组成人员的通知》（国办发〔1995〕15号）确定的组成人员是： 主任委员 - 李岚清 副主任委员 - 朱光亚（中国工程院院长） - 周光召（中国科学院院长） - 张孝文（国家教育委员会副主任） - 汝信（中国社会科学院副院长） 委员 - 张恭庆（北京大学教授） - 杨芙清（北京大学教授） - 袁行霈（北京大学教授） - 黄达（中国人民大学教授） - 王大中（清华大学教授、校长） - 李衍达（清华大学教授） - 杨天钧（北京科技大学教授、校长） - 李未（北京航空航天大学教授） - 石元春（北京农业大学教授、校长） - 巴德年（协和医科大学教授、校长，中国医学科学院院长） - 方福康（北京师范大学教授、校长） - 孙家钟（吉林大学教授） - 马祖光（哈尔滨工业大学教授） - 杨福家（复旦大学教授、校长） - 翁史烈（上海交通大学教授、校长） - 陈中伟（上海第一医科大学教授） - 曲钦岳（南京大学教授、校长） - 齐康（东南大学教授） - 潘际銮（清华大学教授、南昌大学校长） - 赵鹏大（中国地质大学教授、副校长） - 卢永根（华南农业大学教授、校长） - 康振黄（四川联合大学教授、四川省人大常委会副主任） - 史维祥（西安交通大学教授） - 路甬祥（中国科学院教授、副院长） - 张存浩（中国科学院研究员、国家自然科学基金委员会主任） - 杨乐（中国科学院研究员） - 张新时（中国科学院研究员） - 干福熹（中国科学院研究员） - 孙鸿烈（中国科学院研究员） - 王叔文（中国社会科学院研究员） - 李学勤（中国社会科学院研究员） - 张卓元（中国社会科学院研究员） - 王乃彦（中国原子能科学研究院研究员） - 曾培炎（国家计划委员会副主任） - 朱丽兰（国家科学技术委员会副主任） - 刘积斌（财政部副部长） - 潘家铮（电力部总工程师） - 刘江（农业部部长） - 陈敏章（卫生部部长） - 李景（中国人民解放军副总参谋长） - 于景元（中国航天工业总公司研究员） - 王忠烈（国务院学位委员会办公室主任、国家教育委员会研究生工作办公室主任） 秘书长 - 张孝文（兼） 副秘书长 - 王忠烈（兼） | 1996年7月6日《国务院办公厅关于调整国务院学位委员会组成人员的通知》（国办发〔1996〕27号）调整后的组成人员是： 主任委员 - 李岚清 副主任委员 - 朱光亚（中国工程院院长） - 周光召（中国科学院院长） - 朱开轩（国家教育委员会主任、主持学位委员会常务工作） - 张孝文（国家教育委员会副主任） - 汝信（中国社会科学院副院长） - 周远清（国家教育委员会副主任） 委员 - 张恭庆（北京大学教授） - 杨芙清（北京大学教授） - 袁行霈（北京大学教授） - 王忠烈（北京大学教授） - 黄达（中国人民大学教授） - 王大中（清华大学教授、校长） - 李衍达（清华大学教授） - 杨天钧（北京科技大学教授、校长） - 李未（北京航空航天大学教授） - 石元春（中国农业大学教授） - 巴德年（协和医科大学教授、校长，中国医学科学院院长） - 方福康（北京师范大学教授） - 孙家钟（吉林大学教授） - 马祖光（哈尔滨工业大学教授） - 杨福家（复旦大学教授、校长） - 翁史烈（上海交通大学教授、校长） - 陈中伟（上海第一医科大学教授） - 曲钦岳（南京大学教授、校长） - 齐康（东南大学教授） - 潘际銮（清华大学教授、南昌大学校长） - 赵鹏大（中国地质大学教授、校长） - 卢永根（华南农业大学教授） - 康振黄（四川联合大学教授、四川省人大常委会副主任） - 史维祥（西安交通大学教授） - 路甬祥（中国科学院教授、副院长） - 张存浩（中国科学院研究员、国家自然科学基金委员会主任） - 杨乐（中国科学院研究员） - 张新时（中国科学院研究员） - 干福熹（中国科学院研究员） - 孙鸿烈（中国科学院研究员） - 王叔文（中国社会科学院研究员） - 李学勤（中国社会科学院研究员） - 张卓元（中国社会科学院研究员） - 王乃彦（中国原子能科学研究院研究员） - 曾培炎（国家计划委员会副主任） - 朱丽兰（国家科学技术委员会副主任） - 刘积斌（财政部副部长） - 潘家铮（电力工业部技术顾问） - 刘江（农业部部长） - 陈敏章（卫生部部长） - 吴铨叙（中国人民解放军副总参谋长） - 于景元（中国航天工业总公司研究员） - 赵沁平（国务院学位委员会办公室主任、国家教育委员会研究生工作办公室主任） 秘书长 - 张孝文（兼） 副秘书长 - 赵沁平（兼） - 王忠烈（兼） |

| 1999年1月27日《国务院办公厅关于国务院学位委员会组成人员的通知》（国办发〔1999〕8号）确定的组成人员是： 主任委员 - 李岚清 副主任委员 - 宋健（全国政协副主席、中国工程院院长） - 陈至立（教育部部长、主持国务院学位委员会常务工作） - 路甬祥（中国科学院院长） - 周远清（教育部副部长） - 王洛林（中国社会科学院副院长） 委员（按姓氏笔画为序）： - 巴德年（院士、中国协和医科大学校长） - 王大中（院士、清华大学校长） - 左铁镛（院士、北京工业大学校长） - 白春礼（院士、中国科学院副院长） - 石元春（院士、中国农业大学） - 刘中树（教授、吉林大学校长） - 刘应明（院士、四川大学副校长） - 向仲怀（院士、西南农业大学校长） - 曲钦岳（院士、南京大学） - 朱丽兰（科学技术部部长） - 朱清时（院士、中国科学技术大学校长） - 齐康（院士、东南大学） - 吴林（教授、哈尔滨工业大学） - 吴启迪（教授、同济大学校长） - 吴有生（院士、船舶工业总公司７０２研究所名誉所长） - 吴铨叙（中国人民解放军副总参谋长） - 张文康（教授、卫生部部长） - 张存浩（院士、国家自然科学基金委员会主任） - 张孝文（教授、全国政协常委） - 李未（院士、北京航空航天大学） - 李明（院士、航空工业总公司６０１研究所总设计师） - 李学勤（研究员、中国社会科学院） - 李衍达（院士、清华大学） - 杨乐（院士、中国科学院数学研究所） - 杨天钧（教授、北京科技大学校长） - 杨芙清（院士、北京大学） - 杨叔子（院士、华中理工大学） - 杨福家（院士、复旦大学） - 陆善镇（教授、北京师范大学校长） - 陈耀邦（教授级高级农艺师、农业部部长） - 郑南宁（教授、西安交通大学副校长） - 胡之璧（院士、上海中医药大学） - 赵沁平（教授、国务院学位委员会办公室主任） - 赵鹏大（院士、中国地质大学校长） - 徐颂陶（人事部副部长） - 翁史烈（院士、上海交通大学） - 袁卫（教授、中国人民大学副校长） - 袁行霈（教授、北京大学） - 顾玉东（院士、上海医科大学手外科研究所所长） - 梁慧星（研究员、中国社会科学院研究室主任） - 曾培炎（国家发展计划委员会主任） - 温熙森（教授、国防科学技术大学校长） - 楼继伟（财政部副部长） - 潘云鹤（院士、浙江大学校长） 秘书长 - 周远清（兼） 副秘书长 - 赵沁平（兼） 2000年12月15日《国务院办公厅关于调整国务院学位委员会组成人员的复函》（国办函〔2000〕85号）调整后的副主任委员是： - 宋健（全国政协副主席、中国工程院院长） - 陈至立（教育部部长、主持国务院学位委员会常务工作） - 路甬祥（中国科学院院长） - 吕福源（教育部副部长） - 王洛林（中国社会科学院副院长） 2000年12月15日《国务院办公厅关于调整国务院学位委员会组成人员的复函》（国办函〔2000〕85号）增补的委员是： - 郑必坚（中共中央党校副校长） - 江泽慧（中国林业科学研究院院长） 2000年12月15日《国务院办公厅关于调整国务院学位委员会组成人员的复函》（国办函〔2000〕85号）调整后的秘书长是： - 吕福源（兼） | 2003年5月12日《国务院办公厅关于调整国务院学位委员会组成人员的通知》（国办发〔2003〕42号）确定的组成人员是： 主任委员 - 陈至立（国务委员） 副主任委员 - 路甬祥（全国人大副委员长、中国科学院院长） - 徐匡迪（全国政协副主席、中国工程院院长） - 陈奎元（全国政协副主席、中国社会科学院院长） - 周济（教育部部长、主持学位委员会常务工作） - 赵沁平（教育部副部长） 委员（按姓氏笔划为序） - 马凯（发展改革委主任） - 巴德年（院士、中国协和医科大学） - 王树国（教授、哈尔滨工业大学校长） - 王晓初（人事部副部长） - 韦钰（院士、全国政协教科文卫委员会副主任） - 左铁镛（院士、北京工业大学校长） - 白春礼（院士、中国科学院副院长） - 石泰峰（教授、中共中央党校副校长） - 刘应明（院士、四川大学副校长） - 向仲怀（院士、西南农业大学校长） - 孙家广（院士、清华大学） - 朱清时（院士、中国科学技术大学校长） - 江泽慧（教授、中国林业科学研究院院长） - 纪宝成（教授、中国人民大学校长） - 许智宏（院士、北京大学校长） - 吴启迪（教授、同济大学校长） - 吴铨叙（中国人民解放军副总参谋长） - 张文显（教授、吉林大学党委书记） - 张华祝（国防科工委副主任） - 张海鹏（研究员、中国社会科学院） - 李未（院士、北京航空航天大学校长） - 杜青林（农业部部长） - 杨乐（院士、中国科学院数学研究所） - 杨天钧（教授、北京科技大学校长） - 陈进玉（国务院副秘书长） - 陈佳洱（院士、国家自然科学基金委员会主任） - 陈章良（教授、中国农业大学校长） - 周远清（教授、中国高等教育学会会长） - 周其凤（院士、国务院学位委员会办公室主任） - 郑南宁（院士、西安交通大学副校长） - 洪家兴（教授、复旦大学） - 钟秉林（教授、北京师范大学校长） - 高强（卫生部常务副部长） - 袁行霈（教授、北京大学） - 顾玉东（院士、复旦大学） - 顾秉林（院士、清华大学校长） - 殷鸿福（院士、中国地质大学校长） - 梁慧星（研究员、中国社会科学院） - 温熙森（教授、国防科学技术大学校长） - 程津培（院士、科技部副部长） - 蒋树声（教授、南京大学校长） - 谢绳武（教授、上海交通大学校长） - 楼继伟（研究员、财政部副部长） - 翟虎渠（教授、中国农业科学院院长） - 樊明武（院士、华中科技大学校长） - 潘云鹤（院士、浙江大学校长） 秘书长 - 赵沁平（兼） 副秘书长 - 周其凤（兼） 2004年7月国务院批准增补副主任委员： - 吴启迪 2004年11月国务院批准增补委员： - 杨卫 2006年1月国务院批准调整委员： - 张华祝调整为陈求发 - 吴铨叙调整为许其亮 2006年12月国务院批准增补委员： - 杨玉良 2007年3月国务院批准调整委员： - 陈进玉调整为项兆伦 2004年7月国务院批准调整后的秘书长是： - 吴启迪（兼） 2004年11月国务院批准调整后的副秘书长是： - 杨卫（兼） 2006年12月国务院批准调整后的副秘书长是： - 杨玉良（兼） |

| 2008年4月19日《国务院办公厅关于调整国务院学位委员会组成人员的通知》（国办发〔2008〕28号）确定的组成人员是： 主任委员 - 刘延东（国务委员） 副主任委员 - 路甬祥（院士、中科院院长） - 徐匡迪（院士、工程院院长） - 陈奎元（社科院院长） - 周济（院士、教育部部长，主持学位委员会常务工作） - 赵沁平（教授、教育部副部长） 委员（按姓氏笔划为序） - 王树国（教授、哈尔滨工业大学校长） - 王晓初（人力资源社会保障部副部长） - 韦钰（院士、中国科学技术协会副主席） - 左铁镛（院士、北京工业大学） - 白春礼（院士、中科院副院长） - 石泰峰（教授、中共中央党校副校长） - 刘应明（院士、四川大学） - 刘德培（院士、北京协和医学院(清华大学医学部)院长） - 刘镇武（中国人民解放军副总参谋长） - 向仲怀（院士、西南大学） - 孙政才（农业部部长） - 孙家广（院士、清华大学） - 朱之鑫（发展改革委副主任） - 朱清时（院士、中国科学技术大学校长） - 纪宝成（教授、中国人民大学校长） - 许智宏（院士、北京大学校长） - 吴启迪（教授、全国工程教育专业认证专家委员会主任） - 张杰（院士、上海交通大学校长） - 张少春（财政部副部长） - 张海鹏（研究员、社科院） - 李未（院士、北京航空航天大学校长） - 李培根（院士、华中科技大学校长） - 杨卫（院士、浙江大学校长） - 杨玉良（院士、教育部学位管理与研究生教育司司长） - 陈竺（院士、卫生部部长） - 陈骏（教授、南京大学校长） - 陈求发（工业和信息化部副部长） - 陈宜瑜（院士、自然科学基金会主任） - 周远清（教授、中国高等教育学会会长） - 周其凤（院士、吉林大学校长） - 郑时龄（院士、同济大学） - 郑南宁（院士、西安交通大学校长） - 金力（教授、复旦大学副校长） - 柯杨（教授、北京大学常务副校长） - 柯炳生（教授、中国农业大学校长） - 钟秉林（教授、北京师范大学校长） - 项兆伦（国务院副秘书长） - 徐金梧（教授、北京科技大学校长） - 殷鸿福（院士、中国地质大学） - 袁行霈（教授、北京大学） - 郭雷（院士、中科院） - 顾玉东（院士、复旦大学） - 顾秉林（院士、清华大学校长） - 曹健林（教授、科技部副部长） - 梁慧星（研究员、社科院） - 储富祥（研究员、中国林业科学研究院副院长） - 温熙森（教授、国防科学技术大学校长） - 翟虎渠（教授、中国农业科学院院长） - 潘云鹤（院士、工程院副院长） 秘书长 - 赵沁平（兼） 副秘书长 - 杨玉良（兼） 2008年12月国务院批准增补副主任委员： - 陈希 2009年11月国务院批准增补副主任委员： - 袁贵仁 2011年1月国务院批准增补副主任委员： - 杜占元 2009年3月国务院批准调整委员： - 刘镇武调整为孙建国 2009年7月国务院批准增补委员： - 张尧学 2009年11月国务院批准调整委员： - 孙建国调整为陈勇 2012年2月国务院批准增补委员： - 郭新立 2008年12月国务院批准调整后的秘书长是： - 陈希（兼） 2011年1月国务院批准调整后的秘书长是： - 杜占元（兼） 2009年7月国务院批准调整后的副秘书长是： - 张尧学（兼） | 2013年《国务院办公厅关于调整国务院学位委员会组成人员的通知》（国办发〔2013〕43号）确定的组成人员是： 主任委员 - 刘延东 副主任委员 - 袁贵仁 - 白春礼 - 周济 - 王伟光 - 杜占元 委员 - 万立骏 - 马兴瑞 - 王巍 - 王文章 - 王树国 - 王晓初 - 王恩哥 - 王焰新 - 邓秀新 - 付贤智 - 冯守华 - 朱之鑫 - 刘伟 - 刘谦 - 江小涓 - 杨卫 - 杨玉良 - 杨学军 - 李书磊 - 李家洋 - 李培林 - 李培根 - 怀进鹏 - 吴启迪 - 吴朝晖 - 余蔚平 - 张杰 - 张尧学 - 张欣欣 - 张桃林 - 陈勇 - 陈骏 - 陈以一 - 陈吉宁 - 陈雨露 - 林蕙青 - 赵沁平 - 金阳 - 郑南宁 - 柯杨 - 柯炳生 - 钟秉林 - 侯建国 - 桂永浩 - 顾秉林 - 袁曙宏 - 高峰 - 郭雷 - 郭新立 - 黄友义 - 曹卫星 - 曹健林 - 龚克 - 程东红 - 储富祥 - 谢和平 - 曾益新 - 潘云鹤 秘书长 - 杜占元（兼） 副秘书长 - 郭新立（兼） |

### 第八届
2018年《国务院办公厅关于调整国务院学位委员会组成人员的通知》（国办发〔2018〕78号）确定的组成人员是

## 办事机构
教育部学位管理与研究生教育司（简称教育部研究生司），是中华人民共和国教育部内设机构。教育部研究生司与国务院学位委员会办公室（简称国务院学位办）合署办公，国务院学位办由国务院委托教育部代为管理。

### 职责
根据有关规定，教育部研究生司（国务院学位办）承担下列职能：
1. 组织实施《中华人民共和国学位条例》；
2. 拟订全国学位与研究生教育工作的改革与发展规划；
3. 指导与管理研究生培养工作；
4. 指导学科建设与管理工作；
5. 承担“世界一流大学和一流学科建设”等项目的实施和协调工作；
6. 承办国务院学位委员会的日常工作。

### 机构设置
根据有关规定，教育部研究生司（国务院学位办）设置下列机构：
- 综合处
- 学位管理处
- 研究生培养处
- 质量与学科建设处

### 历任领导
国务院学位委员会的办事机构是国务院学位委员会办公室，由国务院委托教育部代为管理，与教育部学位管理与研究生教育司合署办公。历任主任、副主任是：
| 主任 - 吴本厦（？－？，国家教育委员会研究生司司长） - 王忠烈（？－1996年，国家教育委员会研究生工作办公室主任） - 赵沁平（1996年－2001年，国家教育委员会研究生工作办公室主任） - 周其凤（2001年6月－2004年8月14日，教育部研究生工作办公室主任、教育部学位管理与研究生教育司司长） - 杨卫（2004年8月14日－2006年8月30日，教育部学位管理与研究生教育司司长） - 杨玉良（2006年8月30日－2009年6月28日，教育部学位管理与研究生教育司司长） - 张尧学（2009年6月28日－2012年1月） | 副主任 - 梁桂芝（？－？） - 奚广庆（？－？） - 谢桂华（？－1998年12月） - 赵沁平（1995年－1996年） - 顾海良（1996年2月－1998年7月） - 王亚杰（1998年8月－2006年10月12日，2003年12月起为教育部学位管理与研究生教育司副司长） - 郭新立（2006年10月12日－？，教育部学位管理与研究生教育司副司长；？－2014年4月24日，教育部学位管理与研究生教育司司长） - 孙也刚（2011年11月－2014年6月9日，教育部学位管理与研究生教育司副司长） - 黄宝印（2011年12月16日－2017年6月1日，教育部学位管理与研究生教育司副司长） - 李军（？－？，教育部学位管理与研究生教育司副司长；2014年4月24日－，教育部学位管理与研究生教育司司长） - 徐忠波（2015年2月8日－？，教育部学位管理与研究生教育司副司长、国务院学位委员会办公室副主任） - 徐维清（2017年7月24日－？，教育部学位管理与研究生教育司副司长） …… - 洪大用（2018年5月－2023年10月，教育部学位管理与研究生教育司司长、国务院学位委员会办公室副主任） - 吴刚（2024年4月－，教育部学位管理与研究生教育司司长、国务院学位委员会办公室副主任） - 栾宗涛（？－，教育部学位管理与研究生教育司副司长、国务院学位委员会办公室副主任） - 郝彤亮（？－，教育部学位管理与研究生教育司副司长、国务院学位委员会办公室副主任） - 肖甫（？－，教育部学位管理与研究生教育司副司长、国务院学位委员会办公室副主任（挂职）） |

## 学科评议组
国务院学位委员会学科评议组是国务院学位委员会领导下的学术性工作组织，由国务院学位委员会按授予学位的不同学科门类设立，依授予学位的哲学、经济学、法学、教育学、文学、历史学、理学、工学、农学、医学、军事学、管理学等学科门类，按学科或几个相近学科设立若干评议组。也可根据工作需要，临时组织跨学科的评议组。
《国务院学位委员会学科评议组组织章程》规定，国务院学位委员会学科评议组的主要任务是：
1. 评议和审核有权授予博士、硕士学位的高等学校和研究机构及其学科、专业；
2. 对新增授予博士、硕士学位单位的整体条件进行审核；
3. 对有关学位和研究生培养规格和类型的调查，学位授予标准及其质量等进行研究并提出建议；
4. 指导和检查监督各学位授予单位的学位授予工作；
5. 对调整和修订授予学位的学科、专业目录进行研究并提出建议；
6. 承担国际交流中学位的相互认可及评价等专项咨询工作等[1]。

学科评议组每个评议组一般为7至15人，每个评议组设2至3名召集人。全体或各门类学科评议组成员大会，由国务院学位委员会主持召开；各评议组的会议，由国务院学位委员会委托各评议组召集人主持。学科评议组成员由国务院学位委员会聘任（都是兼职），学科评议组日常工作由国务院学位委员会办公室联系并协助处理。